# 교황 아가토
교황 아가토(라틴어: Agatho PP., 이탈리아어: Papa Agatone)는 제79대 교황(재위: 678년 6월 27일 - 681년 1월 10일)이다.

## 약력
아가토가 교황이 되기 전의 생애에 대해서는 알려진 바가 거의 없다. 아가토가 교황이 된 지 얼마 후에 요크 대주교 윌프리드가 로마에 찾아와 상소하였다. 윌프리드의 말에 따르면, 캔터베리 대주교 테오도로가 자신을 주교직에서 물러나게 한 다음에 그의 대교구를 세 곳으로 분할하여 각각 교구장 주교를 새로 임명했다는 것이다. 아가토는 즉시 라테라노에서 시노드를 소집하여 이 사건의 전말을 조사한 후에 윌프리드가 다스리는 요크 대교구의 분할은 인정했으나, 새로 임명되는 세 명의 교구장 주교들에 대해서는 대교구장 주교인 윌프리드가 직접 선발해서 임명해야 한다는 판결을 내렸다.
아가토 교황 재위시기의 주요 사건으로는 제3차 콘스탄티노폴리스 공의회(680년 - 681년)가 있다. 제3차 콘스탄티노폴리스 공의회는 제6차 세계 공의회로서 단의설을 공식적으로 배척하고 단죄함으로써 그리스도론 논쟁을 종식시켰다. 동로마 제국의 콘스탄티누스 4세 황제는 단의설로 인하여 교회가 분열되자 이를 타개하기 위하여 교황 도노에게 공의회를 소집하자고 제안하는 서신을 써서 보냈다. 하지만 황제의 서신이 로마에 도착했을 무렵에 교황 도노는 이미 선종한 후였다. 후임 교황인 아가토는 황제의 제안을 긍정적으로 받아들였다. 그는 서방 세계 전역에 교황 특사들을 파견해 향후 소집될 공의회에 대해 그들로부터 전폭적인 지지를 얻었다. 그리고 콘스탄티노폴리스에 대규모 사절단을 파견하였다.
교황 특사들과 총대주교 그리고 기타 주교들은 680년 11월 7일 콘스탄티노폴리스에 있는 황궁에서 조우하였다. 만남의 주요 목적은 단의설에 대한 문제였다. 당시 모임에서 그리스도가 두 개의 본성, 즉 신성과 인성을 모두 가진 존재로서 하느님이면서 사람이라는 교회의 전통적인 믿음에 대해 설명하는 교황 아가토의 친서가 낭독되었다. 콘스탄티노폴리스 총대주교 게오르기우스를 비롯하여 그곳에 모인 주교들 대부분이 아가토 교황의 의견에 수긍하였다. 공의회는 그리스도 안에 두 가지 본성이 있음을 확인하고 단의설을 단죄한다고 선언하였다. 공의회는 681년 9월에 폐회하였으며, 공의회 교령이 아가토 교황에게 보내졌다. 그러나 아가토 교황은 이미 그해 1월에 선종하였다. 제3차 콘스탄티노폴리스 공의회는 단의설을 이단으로 단죄했을 뿐만 아니라, 그로 인한 논쟁으로 촉발된 교회의 분열을 치유하였다.
아가토는 또한 교황 선출에 있어서 동로마 황제와의 관계에 대해서 콘스탄티누스 4세와 협상을 개시하였다. 콘스탄티누스 4세는 아가토에게 앞으로 새로 선출된 교황들이 동로마 제국에 바치는 세금을 철폐 또는 그 액수를 감소하기로 약속하였다.
아가토는 로마 가톨릭교회와 동방 정교회 양측 모두 성인으로 시성하였지만, 축일은 교파마다 다르다. 로마 가톨릭교회에서의 축일은 1월 10일인 반면에, 동방 정교회에서의 축일은 2월 20일이다.